# Berliner Morgenpost
A Berliner Morgenpost egy 1898-ban alapított német napilap, jelenleg az Axel-Springer kiadóhoz tartozik. A főszerkesztő Carsten Erdmann. A Morgenpost eladott példányszáma 134 034 és így napi 460 ezer olvasóhoz jut el. A Berliner Morgenpost a Berliner Zeitung után a német főváros második legolvasottabb napilapja.
Az első kiadása 1898. szeptember 20-án jelent meg, az alapító és kiadó Leopold Ullstein volt, a lapot 1959-ben vette át az Axel Springer kiadóvállalat. Az országos híreken kívül jelentős súllyal szerepel a helyi híradás. Emellett a Berliner Morgenpostban a legátfogóbb az ingatlan és álláshirdetések aránya a berlini napilapok közül, valamint jelentős az autóhirdetésekkel foglalkozó rész is. Szombatonként 2006 óta "Berliner Kinderpost" névre keresztelt melléklete is van. Vasárnaponként hagyományosan a Berliner Illustrirten Zeitung a melléklet. 2008 szeptembere óta szombatonként ezen kívül még megjelenik egy hétvége-melléklet (gyakorlatilag milliós példányszámú hetilap), amelyek ingyenesen kerülnek a berlini háztartásokhoz. A Berliner Morgenpost a Die Welt és a Welt am Sonntag újságokkal 2006 óta közös szerkesztőséget használ.